# Friedrich Ferdinand von Beust
El Conde Friedrich Ferdinand von Beust (en alemán: Friedrich Ferdinand Graf von Beust; 13 de enero de 1809 - 24 de octubre de 1886) fue un estadista alemán y austriaco. Como oponente de Otto von Bismarck, intentó concluir una política común con los estados intermedios entre Austria y Prusia.

## Nacimiento y educación
Beust nació en Dresde, donde su padre ocupaba un puesto en la corte sajona. Descendía de una familia noble que se había originado en el Margraviato de Brandeburgo, y de la que una de sus ramas se había asentado por más de 300 años en Sajonia. Después de estudiar en Leipzig y Göttingen entró en el servicio público sajón.

## Carrera política
Su carrera política inicial fue como diplomático y político en Sajonia. En 1836 fue hecho secretario de la delegación en Berlín, y después sostuvo puestos en París, Múnich, y Londres.
En marzo de 1848 fue convocado a Dresde para asumir el puesto de ministro de exteriores, pero como consecuencia del estallido de la revolución no fue elegido. En mayo fue seleccionado como enviado sajón en Berlín, y en febrero de 1849 fue de nuevo convocado a Dresde, y esta vez fue elegido ministro de estado y de asuntos exteriores. Sostuvo este puesto hasta 1866, cuando fue convocado por Francisco José I a la Corte Imperial de Austria.
Además de esto sostuvo el ministerio de educación y culto público entre 1849 y 1853, y de asuntos internos en 1853, y el mismo año fue elegido ministro-presidente. Desde el momento en que entró en el ministerio fue, no obstante, el miembro jefe, y fue el principal responsable de los acontecimientos de 1849. Por su consejo el rey rechazó la constitución alemana proclamada por el Parlamento de Fráncfort. Esto llevó al estallido revolucionario en Dresde. Estos disturbios fueron suprimidos después de cuatro días de lucha por tropas prusianas, cuya asistencia Beust había reclamado.

## Asuntos de estado

### Sajonia 1849-1866
Sobre Beust recayó también la responsabilidad principal de gobernar el país después de que el orden fuera restaurado, y él fue el autor del llamado coup d'état de junio de 1850 por el cual la nueva constitución era derrocada. El vigor que mostró en la represión de toda resistencia al gobierno, especialmente de la universidad, y en reorganizar la policía, lo hizo uno de los hombres más impopulares entre los Liberales, y su nombre se fue sinónimo de la peor forma de reacción, pero no está claro que los ataques sobre él fueran justificados.
Después de esto estuvo ocupado principalmente con los asuntos exteriores, y pronto se convirtió en una de las figuras más conspicuas de la política alemana. Era el líder del partido que esperaba mantener la independencia de los estados más pequeños, y era un oponente a todos los intentos por parte de Prusia de atraerlos a una unión por separado. En 1849-1850 se vio obligado a incorporar a Sajonia a la "unión de los tres reyes" de Prusia, Hannover y Sajonia, pero tuvo cuidado en mantener abierta una escapatoria de retirada, de la que rápidamente se aprovechó. En la crisis de la Unión de Érfurt, Sajonia estuvo del lado de Austria, y apoyó la restauración de la dieta de la Confederación Germánica.
En 1854 tomó parte en las conferencias de Bamberg, en que los estados alemanes más pequeños proclamaron el derecho a dirigir su propia política independientemente de Austria o Prusia, y fue el principal defensor de la idea de las Trias, es decir, que los estados más pequeños deberían formar una estrecha unión entre ellos contra la preponderancia de las grandes monarquías. En 1863 se presentó como un claro partidario de las reclamaciones del príncipe de Augustenburg sobre Schleswig-Holstein. Era el líder del partido en la dieta alemana que rechazaba reconocer el arreglo de la cuestión danesa efectuado en 1852 por el Tratado de Londres, y en 1864 fue elegido representante de la dieta en la conferencia de paz en Londres.
Por lo tanto fue lanzado a la oposición a la política de Bismarck, y fue expuesto a violentos ataques en la prensa prusiana como particularista, es decir, un partidario de la independencia de los estados más pequeños. Ya como resultado de la Segunda Guerra de Schleswig, la expulsión de tropas sajonas de Rendsburg casi lleva a un conflicto con Berlín. Al estallar la guerra austro-prusiana en 1866, Beust acompañó al rey Juan de Sajonia en su huida a Praga, y después a Viena, donde recibieron de su aliado el emperador Francisco José las nuevas noticias de Königgrätz. Beust emprendió una misión a París para procurar la ayuda de Napoleón III. Cuando se discutieron los términos de la paz dimitió, ya que Bismarck rechazó negociar con él.

### Austria 1866-1871
Después de la victoria de Prusia no había ningún cargo para Beust en la emergente Pequeña Alemania, y su carrera pública pareció estancarse, pero inesperadamente recibió una invitación de Francisco José para convertirse en su ministro de exteriores. Fue una decisión audaz, Beust no era solo un extraño en Austria, sino que también era Protestante. Se lanzó al nuevo puesto con gran energía. A pesar de la oposición de los eslavos que previeron que el "dualismo" llevaría a la caída de Austria, se reanudaron las negociaciones con Hungría y fueron rápidamente concluidas por Beust.

Impaciente por vengarse de Bismarck por Sadowa, convenció a Francisco José de aceptar las demandas magiares que hasta entonces había rechazado. [...] Beust se engañó si mismo que podría reconstruir tanto la Federación Germánica como Sacro Imperio Romano Germánico y negoció el compromiso como un preliminar necesario para la revancha sobre Prusia. [...] Como compromiso con Hungría para el propósito de la revancha sobre Prusia, el Compromiso no podía ser otro que la rendición de la oligarquía magiar."

Cuando llegaron las dificultades, él mismo fue a Budapest, y actuó directamente con los líderes húngaros. La deseada revancha de Beust contra Prusia no se materializó porque, en 1870, el Primer Ministro húngaro Gyula Andrássy se "oponía vigorosamente".
En 1867 también ocupó el puesto de ministro-presidente austriaco, y llevó a cabo las medidas por las cuales se restauró el gobierno parlamentario. También llevó adelante las negociaciones con el Papa sobre la derogación del concordato, y en este asunto hizo mucho por una política liberal para liberar a Austria de la presión de instituciones que habían frenado el desarrollo del país. En 1868, después de renunciar a su puesto como ministro-presidente, fue elegido Canciller del imperio (Reichskanzler),
 y recibió el título de conde. Esto no era habitual, y fue el único hombre de estado que recibió el título de Canciller entre Metternich (1848) y Karl Renner (1918). Su conducción de los asuntos exteriores, especialmente sobre los estados balcánicos y Creta, mantuvo con éxito la posición del Imperio. En 1869, acompañó al emperador en su expedición a Oriente. Todavía estaba en medida influenciado por sus sentimientos anti-prusianos que había traído de Sajonia.
Mantuvo un estrecho entendimiento con Francia, y no cabe duda de que habría aceptado de buen grado en su nuevo puesto un nuevo pulso con su viejo rival Bismarck. En 1867, sin embargo, ayudó a llevar la Crisis de Luxemburgo en términos pacíficos. En 1870 no disimuló su simpatía por Francia. El fracaso de todos los intentos de atraer la intervención de las potencias, unido a la acción de Rusia en denunciar el Tratado de Fráncfort, fue la ocasión de su célebre dicho de que no era capaz de encontrar Europa. Después del fin de la guerra aceptó completamente la nueva organización de Alemania.
A principios de diciembre de 1870 inició una correspondencia con Bismarck con vistas a establecer un buen entendimiento con Alemania. Bismarck aceptó su misiva con celeridad, el nuevo "entente", que Beust anunció a las delegaciones austrohúngaras en julio de 1871, fue sellado en agosto por un encuentro amistoso entre los dos viejos rivales y enemigos en Gastein.
En 1871 Beust interfirió en el último momento, junto a Andrassy, para impedir que el emperador aceptara los planes federalistas pro-checos de Hohenwart. Tuvo éxito, pero al mismo tiempo tuvo que dimitir del cargo. La causa precisa de esto se desconoce, y no se dio ningún motivo.

## Carrera diplomática posterior 1871-1882
A petición propia fue elegido embajador austriaco en Londres; en 1878 fue transferido a París; en 1882 se retiró de la vida pública.

## Muerte
Murió en su villa en Altenberg, cerca de Viena, el 24 de octubre de 1886, dejando dos hijos varones, que ambos entraron en el servicio diplomático austriaco. Su esposa lo sobrevivió solo unas pocas semanas. Su hermano mayor, Friedrich Konstantin Beust (1806-1891), quien estaba al frente del departamento de minas sajón, fue el autor de varias obras sobre minería y geología, una materia sobre la que otros miembros de la familia se distinguieron.

## Obras
Beust fue el autor de:
- Aus drei Viertel-Jahrhunderten (2 vols, Stuttgart, 1887; traducción inglesa editada por Barón H de Worms)
- También escribió una obra menor, Erinnerungen zu Erinnerungen (Leipzig, 1881), en respuesta a los ataques sobre él de su anterior colega, Herr v. Frieseri, en sus reminiscencias.
- Véase también Ebeling, F. F. Graf v. Beust (Leipzig 1876), una completa y cuidadosa cuenta de su carrera política, especialmente hasta 1866; Diplomatic Sketches: No. 1, Count Beust, por Outsider (Barón Carl v. Malortie); Flathe, Geschichte von Sachsen, vol. iii. (Gotha, 1877); Friesen, Erinnerungen aus meinem Leben (Dresde, 1880).

## Descendientes famosos
Su descendiente más famoso es Ole von Beust (nacido el 13 de abril de 1955, en Hamburgo, Alemania), quien fue el primer alcalde de la ciudad-estado de Hamburgo entre 2001 y 2010, y también sirvió como Presidente del Bundesrat entre 2007 y 2008.